# 1899 en science-fiction
| Années de la science-fiction : 1896 - 1897 - 1898 - 1899 - 1900 - 1901 - 1902    |
| Décennies de la science-fiction : 1860 - 1870 - 1880 - 1890 - 1900 - 1910 - 1920 |

L'année 1899 est marquée, en matière de science-fiction, par les événements suivants.

## Événements
- Iconographie : En l'an 2000, série d'images illustrant les progrès scientifiques français de l'an 2000.

## Parutions littéraires

### Romans
- Quand le dormeur s'éveillera par H. G. Wells.